# NWo Sting
Jeff Farmer (født 14. august 1962) er en amerikansk wrestler, der er bedst kendt som nWo Sting, Stink eller Imposter Sting i World Championship Wrestling og New Japan Pro Wrestling. 
I september 1996 klædte Jeff Farmer sig ud som én af World Championship Wrestlings største stjerner Sting og angreb Stings bedste ven og tagteammakker Lex Luger. Lex Luger, WCW's kommentatorer og fans var overbeviste om, at Sting havde tilsluttet sig ærkerivalerne New World Order (nWo). Ugen efter mødtes WCW og nWo i den årlige WarGames-match – en voldsom 4-mod-4-kamp – ved WCW's Fall Brawl. Jeff Farmer, klædt ud som Sting, ankom til ringen som nWo's fjerde mand og lod fans i troen om, at Sting virkelig havde tilsluttet sig nWo. To minutter senere ankom den rigtige Sting (spillet af Steve Borden) som den fjerde og sidste mand på WCW's hold, og Lex Luger og resten af WCW var blevet snydt. Den rigtige Sting angreb naturligvis nWo, men efter at have slået nWo's fire mand i gulvet, forlod Sting ringen. Det var dermed 4-mod-3, og nWo Sting (Jeff Farmer) fik lidt senere Lex Luger til at give op. Ugen efter forlod Sting WCW med begrundelsen, at han var skuffet over, at Lex Luger og WCW ikke havde stolet på ham. 
Jeff Farmer optrådte som nWo Sting adskillige gange efterfølgende, og i New Japan Pro Wrestling var han leder af den japanske udgave af New World Order indtil 2001. 